# Meditación trascendental en la educación
La meditación trascendental en la educación (también conocida como educación Basada en la conciencia) es la aplicación de la técnica de meditación trascendental en un entorno o institución educativa. Estos programas e instituciones educativos se fundaron en EE. UU., Reino Unido, Australia, India, África y Japón. La técnica de meditación trascendental se hizo popular entre los estudiantes en la década de 1960 y, a principios de la de 1970, se establecieron centros para la Students International Meditation Society en un millar de campus estadounidenses, y en Alemania, Canadá y Gran Bretaña tuvo un auge similar. La Universidad Internacional Maharishi se estableció en 1973 en los EE. UU. y comenzó a ofrecer programas de grado acreditados. En 1977, los cursos de meditación trascendental y ciencia de la inteligencia creativa (SCI) fueron prohibidos legalmente en las escuelas secundarias públicas de Nueva Jersey (EE. UU.) por motivos religiosos en virtud de la Cláusula de Establecimiento de la Primera Enmienda. Esto «desmanteló» el uso de fondos gubernamentales por parte del programa de MT en las escuelas públicas de los Estados Unidos, «pero no constituyó una evaluación negativa del programa en sí». Existen registros de escuelas que incorporan la técnica de meditación trascendental mediante fondos privados no gubernamentales en los EE. UU., América del Sur, el sudeste de Asia, Irlanda del Norte, Sudáfrica e Israel, que datan desde finales de la década de 1970.
Varias instituciones educativas han sido fundadas por Maharishi Mahesh Yogi, el movimiento de Meditación Trascendental y sus partidarios. Estas instituciones incluyen varias escuelas que ofrecen educación secundaria pública y privada en la Escuela Maharishi de la Era de la Ilustración (EE. UU.), Escuela Maharishi (Inglaterra), la Escuela Internacional Maharishi (Suiza), Maharishi School, (Australia), Sudáfrica (Maharishi Invincibility School of Management), y una red de (Maharishi Vidya Mandir Schools (India). Asimismo, se han establecido colegios y universidades Maharishi incluyendo la Universidad Europea de Investigación Maharishi (Países Bajos), el Instituto Maharishi de Gestión (India), la Universidad Maharishi de Gestión y Tecnología (India), el Instituto Maharishi (Sudáfrica), y la Universidad Maharishi Mahesh Yogi Vedic (India). En Estados Unidos, los críticos han llamado a la meditación trascendental una forma revisada de filosofía religiosa oriental y se han opuesto a su uso en las escuelas públicas, mientras que un miembro del Instituto de Justicia del Pacífico dice que practicar la meditación trascendental en las escuelas públicas con financiación privada es constitucional.